# Pacific Cup 2006 (rugby league)
El Pacific Cup 2006 fue la décima edición del torneo de rugby league para las selecciones más fuertes de Oceanía.
El torneo se disputó en Auckland, Nueva Zelanda.

## Pacific Rim

### Grupo A
| Pos. | Equipo  | Encuentros | Encuentros | Encuentros | Encuentros | Tantos  | Tantos    | Tantos     | Puntos |
| Pos. | Equipo  | jugados    | ganados    | empatados  | perdidos   | a favor | en contra | diferencia | Puntos |
| ---- | ------- | ---------- | ---------- | ---------- | ---------- | ------- | --------- | ---------- | ------ |
| 1    | Tonga   | 2          | 2          | 0          | 0          | 106     | 14        | + 92       | 4      |
| 2    | Maorí   | 2          | 1          | 0          | 1          | 78      | 46        | + 32       | 2      |
| 3    | Tokelau | 2          | 0          | 0          | 2          | 4       | 128       | - 124      | 0      |

Nota: se otorgan 2 puntos al equipo que gane un partido, 1 al que empate y 0 al que pierda

### Grupo B
| Pos. | Equipo     | Encuentros | Encuentros | Encuentros | Encuentros | Tantos  | Tantos    | Tantos     | Puntos |
| Pos. | Equipo     | jugados    | ganados    | empatados  | perdidos   | a favor | en contra | diferencia | Puntos |
| ---- | ---------- | ---------- | ---------- | ---------- | ---------- | ------- | --------- | ---------- | ------ |
| 1    | Fiyi       | 2          | 2          | 0          | 0          | 66      | 20        | + 46       | 4      |
| 2    | Islas Cook | 2          | 1          | 0          | 1          | 60      | 40        | + 20       | 2      |
| 3    | Samoa      | 2          | 0          | 0          | 2          | 4       | 70        | - 66       | 0      |

Nota: se otorgan 2 puntos al equipo que gane un partido, 1 al que empate y 0 al que pierda

### Quinto puesto
| 5 de marzo de 2006 | Tokelau | 34 - 28 | Samoa | Waitemata Stadium, Henderson |  |

### Tercer puesto
| 5 de marzo de 2006 | Maorí | 40 - 14 | Islas Cook | Waitemata Stadium, Henderson |  |

### Final
| 5 de marzo de 2006 | Tonga | 22 - 46 | Fiyi | Waitemata Stadium, Henderson |  |